# Clarkcomanthus
Clarkcomanthus is een geslacht van haarsterren uit de familie Comatulidae.

## Soorten
- Clarkcomanthus albinotus Rowe, Hoggett, Birtles & Vail, 1986
- Clarkcomanthus alternans (Carpenter, 1881)
- Clarkcomanthus comanthipinna (Gislén, 1922)
- Clarkcomanthus exilis (Rowe, Hoggett, Birtles & Vail, 1986)
- Clarkcomanthus littoralis (Carpenter, 1888)
- Clarkcomanthus luteofuscum (H.L. Clark, 1915)
- Clarkcomanthus mirabilis (Rowe, Hoggett, Birtles & Vail, 1986)
- Clarkcomanthus mirus (Rowe, Hoggett, Birtles & Vail, 1986)
- Clarkcomanthus perplexum (H.L. Clark, 1916)